# Dedo de Hassegau
Dedo (também Téti, Dadi, Dadanus; ??? - 957), foi conde em Hassegau por volta do século X
Dedo é mencionado em um documento do Imperador Otão I, o Grande, de 26 de Setembro de 949 como conde de Hassegau. O ano de sua morte está gravado no obituário de fulda. Ele, provavelmente, é o conde Dadi/Dadanus o mesmo nomeado duas vezes por Viduquindo de Corvey: uma vez como um seguidor do Imperador Otão I, a quem ele apoiou em 939 na luta contra o seu irmão rebelde Heinrique e com isso tirou vários castelos com um engenhoso Ardil. Logo após a 953 ele foi banido pelo imperador, supostamente por ter apoiado a rebelião de Liudolf.
Devido o seu nome, Dedo é o ponto central da literatura histórica em discussões sobre a origem dos Wettins. Em sua genealogia da casa de Wettin, em 1897, Otto Posse vê o conde Dedo (Téti) como o pai de dois nobres mortos na batalha do Cabo de Colonna (13 de Julho de 982): Burcardo e Dedo. Além disso, ele entende que Dietrich, I. (Teodorico), o primeiro mais bem documentado ancestral da dinastia Wettin como um terceiro filho.

## Literatura
- Otto Posse: A Wettiner. A genealogia de toda a casa de Wettin. Leipzig 1897.